# Miłowice (województwo dolnośląskie)
Miłowice (niem. Mühlwitz) – wieś w Polsce położona w województwie dolnośląskim, w powiecie oleśnickim, w gminie Dziadowa Kłoda.

## Podział administracyjny
W 1946 r. w wyniku powojennych zmian granic państwowych wieś została włączona administracyjnie do nowo powstałego województwa wrocławskiego. W latach 1975–1998 miejscowość administracyjnie należała do województwa kaliskiego.

## Zabytki
Do wojewódzkiego rejestru zabytków wpisany jest:
- kościół ewangelicki, obecnie rzymskokatolicki parafialny pw. św. Antoniego Padewskiego, z 1715 r.

inne zabytki:
- plebania
- pomnik obok kościoła

## Galeria

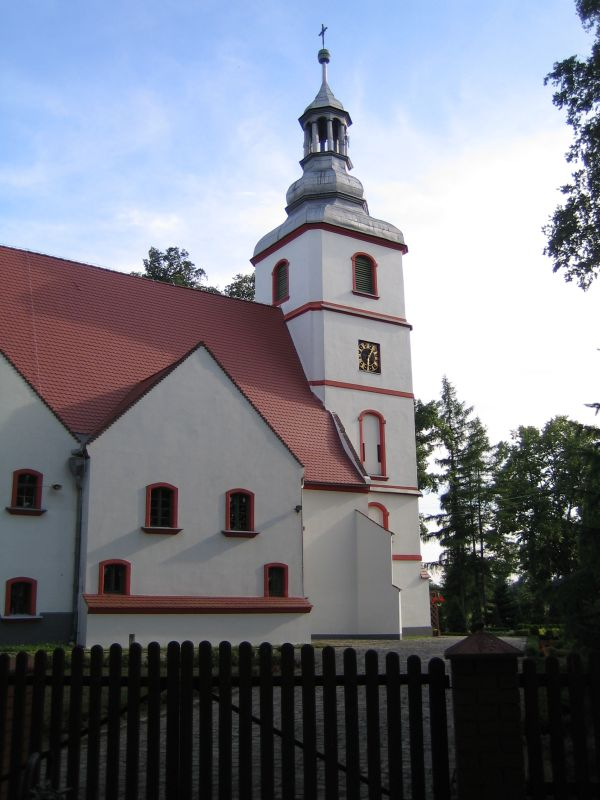
Kościół św. Antoniego Padewskiego
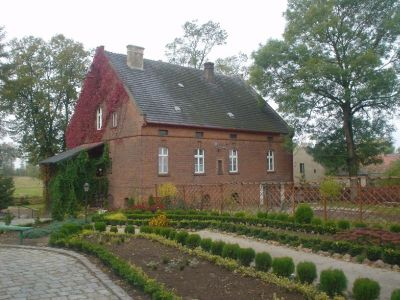
Plebania
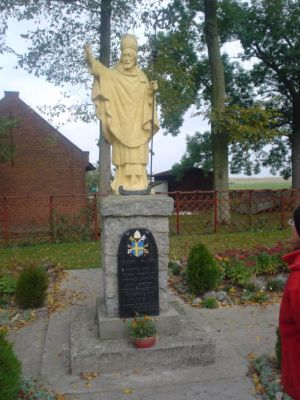
Pomnik obok kościoła
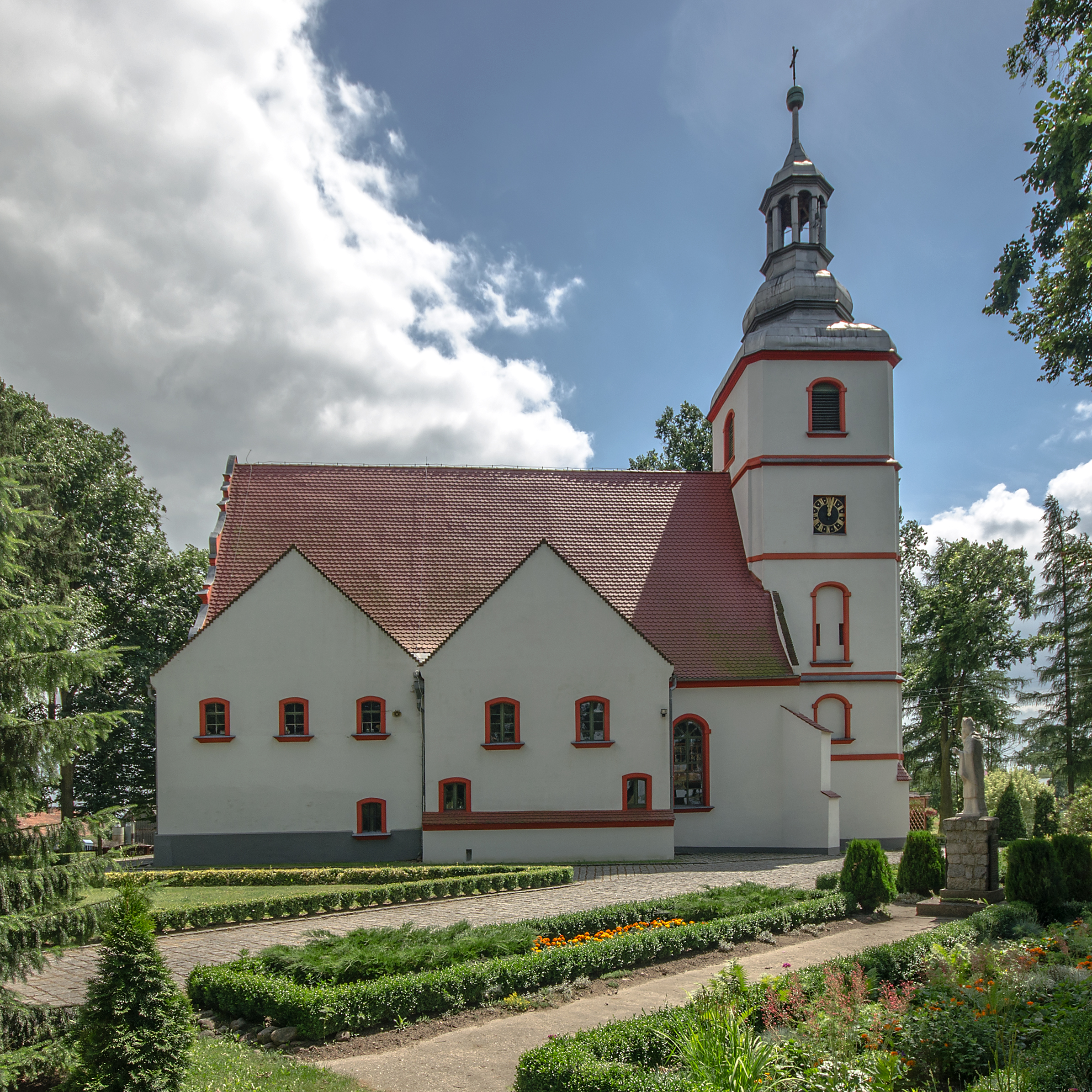
Kościół św. Antoniego Padewskiego
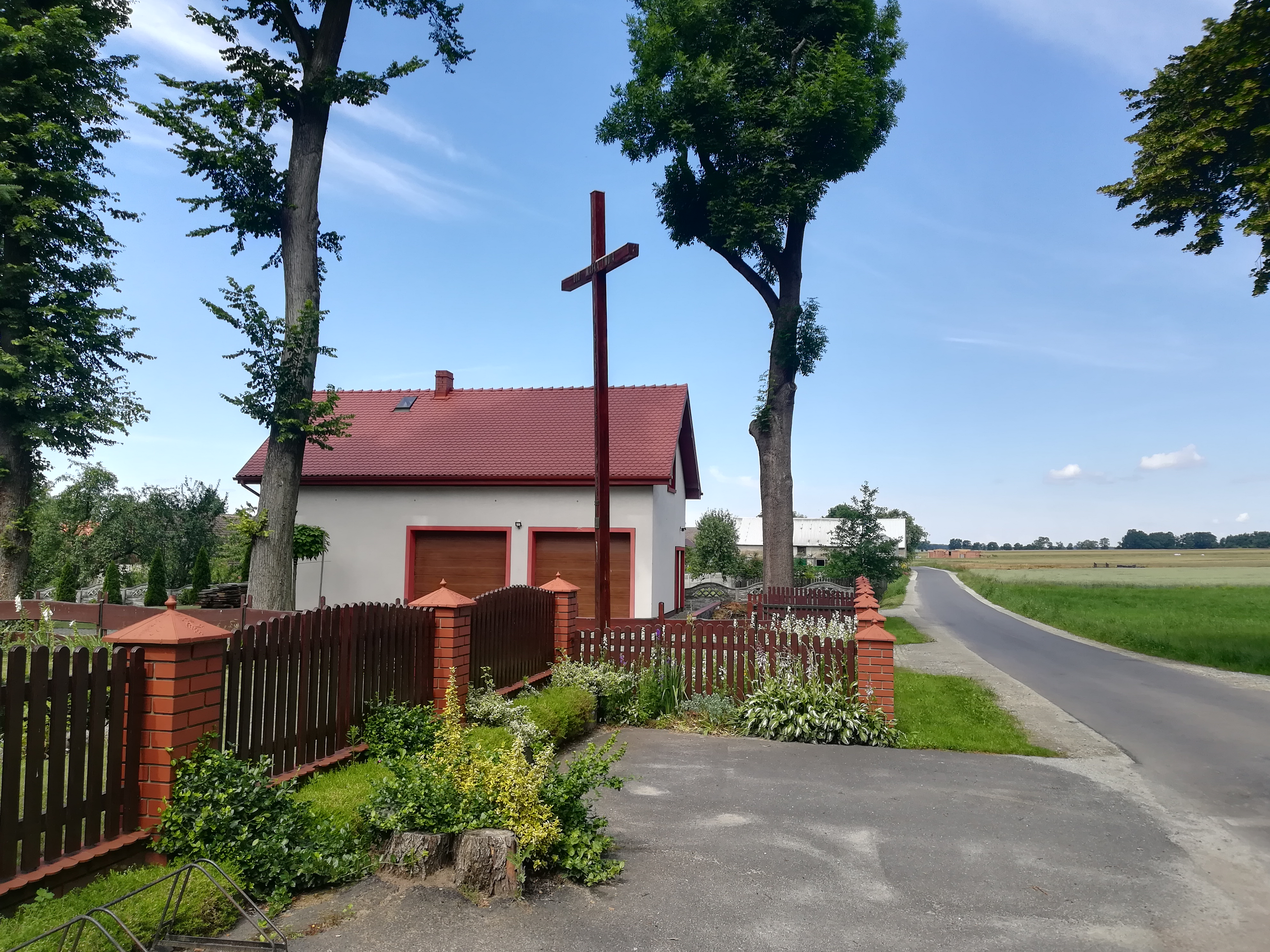
Fragment wsi